# كريستينه بوخهولتس
كريستينه آن بوخهولتس (بالألمانية: Christine Buchholz)‏ (2 أبريل 1971) سياسية ألمانية وعضو في البوندستاغ ، في عام 2009 انتُخبت عضوة في الحزب اليساري الألماني. 